# 彭菲爾德 (伊利諾伊州)
彭菲爾德（英語：Penfield）是位於美國伊利諾伊州尚佩恩縣的一個人口普查指定地區。

## 地理
彭菲爾德的座標為40°18′12″N 88°56′48″W / 40.30333°N 88.94667°W，而該地最高點為海拔高度217米（即712英尺）。

## 人口
根據2010年美國人口普查的數據，彭菲爾德的面積為0.67平方千米，當中陸地面積為0.67平方千米，而水域面積為0.00平方千米。當地共有人口193人，而人口密度為每平方千米288.06人。